# TV13
TV13 fue un canal de televisión privado de República Dominicana.

## Historia
A principios de los años 80, tras la recuperación de los daños causados por el huracán David se reinician las transmisiones por el Canal 13 para la capital y el Sureste dominicano. A mediados de la década el canal Tele-Inde fue adquirido por un grupo pequeño de empresarios, entre los que se encontraban Jacinto Peynado y Guaroa Liranzo, y fue renombrado como TV13. También fue mudado a un local más amplio en la Avenida Pasteur casi esquina Bolívar, del sector Gazcue, en las antiguas instalaciones del Cine Élite. Dentro de los programas que presentaba en esa época estaban: Radio TV, Video Hits con Rockina, Video Manía, Ellos Se Juntan, Buenas Noches, Fuego Cruzado, Titanes en el Ring, las novelas Tanairi y Coralito, y dibujos animados (llegándose a destacar Tom & Jerry y La Pantera Rosa). El eslogan era La Gran Sensación y después Un Canal con Clase.

### Cierre del canal
En 1995 la administración fue dirigida por José Hazim y posteriormente pasó a ser controlada por Guaroa Liranzo. Del mismo modo, el canal pasa a nombrarse Telecentro, con el eslogan El Canal. Esta etapa se caracterizó por mejoras en la producción audiovisual del canal, así como la llegada de programas notables, como En Familia (con Lissette Selman) y La Hora del Deporte. También destacaron la presentación de Novelas Brasileñas, nuevas series animadas como Sailor Moon y programas infantiles como Las Aventuras de Sharina.

## Logotipos
| Período   | Características |
| --------- | --- |
| 1985-1991 | El primer logotipo consiste en las palabras TV y 13 en Naranja, y clara, que se ve similar a una M.                            |
| 1991-1995 | El segundo logotipo era una pirámide en gris que tiene el nombre TV13 que tiene 4 rayitas de colores, rojo, aguamarina y rosa. |

- Datos: Q109313198